# Cleveland Cavaliers 2004-2005
La stagione 2004-05 dei Cleveland Cavaliers fu la 35ª nella NBA per la franchigia.
I Cleveland Cavaliers arrivarono quarti nella Central Division della Eastern Conference con un record di 42-40, non qualificandosi per i play-off.

## Roster
| N° | Naz.                           | Ruolo | Sportivo            | Anno | Alt. | Peso |
| -- | ------------------------------ | ----- | ------------------- | ---- | ---- | ---- |
| 0  | Stati Uniti (bandiera)         | G     | Jeff McInnis        | 1974 | 193  | 86   |
| 2  | Stati Uniti (bandiera)         | G     | Dajuan Wagner       | 1983 | 188  | 91   |
| 3  | Serbia e Montenegro (bandiera) | GA    | Aleksandar Pavlović | 1983 | 203  | 100  |
| 6  | Francia (bandiera)             | A     | Jérôme Moïso        | 1978 | 208  | 107  |
| 11 | Lituania (bandiera)            | C     | Žydrūnas Ilgauskas  | 1975 | 221  | 108  |
| 12 | Stati Uniti (bandiera)         | G     | Lucious Harris      | 1970 | 196  | 86   |
| 14 | Stati Uniti (bandiera)         | A     | Ira Newble          | 1975 | 201  | 100  |
| 17 | Brasile (bandiera)             | A     | Anderson Varejão    | 1982 | 208  | 104  |
| 20 | Stati Uniti (bandiera)         | G     | Eric Snow           | 1973 | 191  | 86   |
| 23 | Stati Uniti (bandiera)         | A     | LeBron James        | 1984 | 203  | 109  |
| 32 | Stati Uniti (bandiera)         | A     | Robert Traylor      | 1977 | 203  | 129  |
| 33 | Stati Uniti (bandiera)         | A     | Luke Jackson        | 1981 | 201  | 98   |
| 44 | Rep. Ceca (bandiera)           | G     | Jiří Welsch         | 1980 | 201  | 94   |
| 47 | Stati Uniti (bandiera)         | AC    | Scott Williams      | 1968 | 208  | 104  |
| 52 | Senegal (bandiera)             | C     | DeSagana Diop       | 1982 | 213  | 136  |
| 90 | Stati Uniti (bandiera)         | A     | Drew Gooden         | 1981 | 208  | 104  |

## Staff tecnico
- Allenatori: Paul Silas (34-30) (fino al 21 marzo)[1], Brendan Malone (8-10)
- Vice-allenatori: Brendan Malone (fino al 21 marzo), Kenny Natt, Stephen Silas, Mike Bratz, Wes Wilcox